# ایشیموو (شهرستان ایشیمبایسکی، باشقیرستان)
ایشیموو (انگلیسی: Ishimovo, Ishimbaysky District, Republic of Bashkortostan) یک شهرک در شهرستان ایشیمبایسکی استان باشقیرستان کشور روسیه است.